# Dope (película de 2015)
Dope es una película estadounidense de comedia-drama filmada en 2015. Fue escrita y dirigida por Rick Famuyiwa, protagonizada por Shameik Moore, Tony Revolori, Kiersey Clemons, Blake Anderson, Zoë Kravitz, A$AP Rocky y Chanel Iman y producida por Forest Whitaker.
La película debutó en el festival Sundance de Cine 2015, tras lo cual fue estrenada por Open Road Films el 19 de junio de 2015 y reestrenada el 4 de septiembre del mismo año.

## Argumento
Malcolm Adekanbi (Shameik Moore) vive con sus amigos Jib (Tony Revolori) y Diggy (Kiersey Clemons) en Inglewood, California, en un vecindario conocido como "El fondo", donde reinan la violencia y el crimen.

## Reparto
- Shameik Moore como Malcolm Adekanbi.
- Tony Revolori como James "Jib" Caldones.
- Kiersey Clemons como Cassandra "Diggy" Andrews.
- Kimberly Elise como Lisa Hayes.
- Chanel Iman como Lily Jacoby.
- Blake Anderson como Will.
- Zoë Kravitz como Nakia.
- A$AP Rocky como Dom.
- Lakeith Stanfield como Bug.
- Rick Fox como el consejero Blackmon.
- Amin Joseph como La Voz.
- Tyga como De'Andre.
- Roger Guenveur Smith como Austin Jacoby.
- De'aundre Bonds como Stacey.
- Quincy Brown como Jaleel Jacoby.
- Kap-G como Micheal Fidel.
- Vince Staples como secuaz de Dom.
- Casey Veggies como secuaz de Dom.
- Forest Whitaker como el narrador.

## Banda sonora
La banda sonora de la película, Dope (Music from the Motion Picture), fue lanzada por i am OTHER Entertainment y Columbia Records el 16 de junio de 2015.
1. "Rebirth of Slick (Cool Like Dat)" – Digable Planets
2. "Can't Bring Me Down" – Awreeoh
3. "The World is Yours" (feat. Pete Rock) – Nas
4. "Go Ahead" – Awreeoh
5. "Rebel Without a Pause" – Public Enemy
6. "Don't Get Deleted" – Awreeoh
7. "Scenario" (feat. Leaders of the New School) – A Tribe Called Quest
8. "Cocaina Shawty" – Kap G
9. "Poppin Off" – WatchTheDuck
10. "The Humpty Dance" – Digital Underground
11. "New Money" – Buddy
12. "Hip Hop Hooray" – Naughty by Nature
13. "Dirty Feeling" – LolaWolf
14. "Home is Where the Hatred Is" – Gil Scott-Heron
15. "It's My Turn Now" – Awreeoh

## Recepción

### Taquilla
Dope reunió 6.1 millones de dólares en su semana de estreno, llegando al quinto lugar en la taquilla. Al final de su circulación por cine había recaudado un total de 18 millones de dólares.

### Críticas
El film recibió críticas mayormente favorables. En Rotten Tomatoes consiguió un índice de audiencia del 88%, basado en 132 comentarios. En Metacritic recibió una puntuación de 72 sobre 100, mientras que en CinemaScore las audiencias le dieron una calificación de A-.
The Guardian le dio cinco estrellas de cinco, calificando al reparto como "Revolucionario". IGN le dio una puntuación de 7 sobre 10.